# Joaquín Pérez
Joaquín Pérez, född den 25 oktober 1936 i Ameca, Mexiko, död 20 maj 2011 i El Paso, USA, var en mexikansk ryttare.
Han tog OS-brons i lagtävlingen i hoppningen i samband med de olympiska ridsporttävlingarna 1980 i Moskva.